# Kalasapur, Gadag
Kalasapur là một làng thuộc tehsil Gadag, huyện Gadag, bang Karnataka, Ấn Độ.